# Val de Drôme
Val de Drôme é uma comuna francesa na região administrativa da Normandia, no departamento de Calvados. Estende-se por uma área de 27,62 km². Em 2010 a comuna tinha 1 945 habitantes (densidade: 70,4 hab./km²).
A municipalidade foi estabelecida em 1 de janeiro de 2017 e consiste na fusão das antigas comunas de Sept-Vents, Dampierre, La Lande-sur-Drôme e Saint-Jean-des-Essartiers. A comuna tem sua prefeitura em Sept-Vents.